# الأغوات (حي)
الأغوات، من أشهر الحارات والمناطق التاريخية، في المدينة المنورة، حيث يبدأ زقاق الحارة من أمام باب جبريل من الناحية الشرقية للمسجد النبوي ويتجه شرقاً إلى باب الجمعة في السور العثماني سور المدينة المنورة والذي يفضي إلى البقيع كما يتجه فرع العين الزرقاء في وسطها عند الرستمية إلى الناحية الجنوبية حيث يتصل بشارع ذروان وشارع درب الجنائز.
أرضيته ترابية يبلغ طوله نحو 255م وعرضه 2م، وبيوت الحارة بشكل عام قديمة جداً مبنية بالطين والطوب وهي على ارتفاع دورين وثلاثة أدوار، تحتوي على العديد من الأزقة منها: زقاق اللبان، زقاق الحبس، زقاق إسماعيل، زقاق مظهر، زقاق الخشب، كما يوجد فيها كتّاب بنت الشيخ خليل.
ومدرسة ومكتبة قرباش. بجانب بيت المدني، ومدرسة ومكتبة عمر أفندي، مكتبة مدرسة رباط مظهر، مكتبة الشيخ عبد الغفور البخاري.
كما كان يوجد فيها بئر ماء تسمى عين الحارة.
وترجع تسميتها بهذا الاسم لأن غالب الأغوات يسكنون بها لقربها من المسجد النبوي وهو مايفسر ازدحام الأربطة والمدارس في هذه الحارة.

## سبب التسمية
تشتق الحارة اسمها من الأغوات الذين يهبون أنفسهم لخدمة الحرمين الشريفين؛ ففي المدينة المنورة كانوا ينظفون المسجد ويهيئونه نهاراً، ويقومون بحراسته ليلاً حيث كان نظامهم يتماشى مع العصر المملوكي من حيث النظام والدقة؛ يتجمعون في وقت محدد وينصرفون بعد أن يكون كل واحد منهم قد أدى ما يوكل إليه من عمل، وكان لا يسمح لهم بالدخول من باب جبريل بل يجب أن يدخلوا مع الباب الآخر المجاور له؛ فدخولهم من هذا الباب يمكن الشيخ أو نائبه أو رأس الخيالة من معرفة الوقت الذي دخل فيه الشخص المكلف بأداء الخدمة من بينهم.، وقد أخذ الحجازيين كلمة الأغوات من الأتراك وأطلقوها على خدام المسجد لما لهم من سلطة ونفوذ، وربما أطلق الأتراك هذا اللفظ لأنهم في رتبهم يتبعون اثنين من الأغوات هما: شيخ الحرم، ونائبه اللذان كان يتم تعيينهما من إسطنبول.

## بناء حي الأغوات
يغلب على الحي البناء السكني الذي يصل ارتفاعه إلى طابقين، والبعض إلى ثلاثة طوابق، وتتلائم المباني مع بعضها من حيث الشكل والتكوين والطابع المعماري، ولها حوائط مكونة من الحجر البازلتي في الطوابق السفلى، وأما الطوابق العليا مكونة من الطوب، وتتألف واجهات المباني من أبراج (رواشن) مثبتة بكامل ارتفاع الطابق، وأما أغلب النوافذ مجهزة بمشربيات حيث تطل المباني بواجهة صغيرة، وتتدرج المباني في الارتفاع مما يعمل على حمايتها من الشمس.

## الأغوات والآثار
- في حارة الأغوات في الطريق إلى البقيع يقع رباط ياقوت المظفري الذي يعود بناؤه إلى بداية القرن الثامن الهجري من سنة 607هـ حيث كان يسكن الرباط مجموعة من المهاجرين منهما الحاج عبد الله والحاج النور رحمهما الله من المحافظين على اداء الصلاة في المسجد النبوي مع انهما فقدا نعمة البصر.
- مكان الرستمية هو مكان أهالي الحج يجتمعون فيه بعد عصر كل يوم
- رباط عزت باشا الذي يتواجد في باب المجيدي، وهو وقف ينتمي لأسرة أسعد العابد مستشار السلطان عبد الحميد آخر سلاطين الدولة العثمانية.[4]

## وصلات خارجية
- الأغوات في المدينة المنورة.. بدايتهم غامضة وبينهم علماء.
- المدينة» يجدد جدل «الأغوات».